# Tilen Bartol
Tilen Bartol (17. travnja 1997.), slovenski skijaš skakač. Član je SSK Sam Ihan.
Međunarodnu je karijeru započeo 31. kolovoza i 1. rujna 2012. dvama natjecanjima u Alpskom kupu u pojedinačnoj konkurenciji, s ostvarenim 34. i 50. mjestom. Ožujka sljedeće godine prvi je put nastupio u FIS kupu u Oberstdorfu, plasiravši se na 71. i 74. mjestu. Dalnja natjecanja u Alpskom i FIS kupu uslijedila su sljedeće godine. Bartolov najbolji rezultat u Alpskom kupu do danas je pobjeda u austrijskom Tschaggunsu. 
U Kontinentalnom pokalu prvi je put nastupio 27. prosinca 2014. godine u Engelbergu, osvojivši 56. mjesto. Prvi je put bodove osvojio na Planici 25. siječnja 2015. 28. mjestom. 15. ožujka 2015. prvi je put ušao u najbolju desetoricu, šestim mjestom u Nižnjem Tagilu. Prvi se put popeo na pobjedničko postolje 11. prosinca 2015. trećim mjestom u Reni, a dan poslije na istom prizorištu prvi je put pobijedio. U pojedinačnoj konkurenciji u Kontinentalnom pokalu pobijedio je triput: 12. i 13. prosinca 2015. u Reni na maloj skakaonici te 19. veljače 2017. na Planici na velikoj skakaonici.
16. ožujka 2016. Tilen je na ispitivanju letaonice na Planici kao predskakač preletio 252 metra, tada najduži let, a do danas drugi najdalji let na skijama. Zbog velikog pritiska pri doskoku nije uspio pristati, tako da svjetski rekord nije vođen.
Na slovenskom prvenstvu 2016. održanom na Planici u muškoj je konkurenci osvojio srebro. S njim su skakali  Jernej Damjan, David Krapez i Miha Kveder.
Na Svjetskom juniorskom prvenstvu 2017. u Park Cityju osvojio je sa Slovenijom zlato u momčadskoj konkurenciji na maloj skakaonici. S njim su skakali Žiga Jelar, Aljaž Osterc i Bor Pavlovčič. U mješovitoj konkurenciji bio je prvi. S njim su skakali Nika Križnar, Žiga Jelar i Ema Klinec. 

## Vanjske poveznice
- Tilen Bartol  Arhivirana inačica izvorne stranice od 28. siječnja 2016. (Wayback Machine), Međunarodna skijaška federacija (eng.)
- Tilen Bartol, Berkutschi.com